# Ciudad López Mateos
Ciudad López Mateos ist eine Stadt im mexikanischen Bundesstaat México und Sitz der Municipio Atizapán de Zaragoza. Sie ist Teil der Zona Metropolitana del Valle de México. Die Stadt hieß früher San Francisco Atizapán, doch der offizielle Name wurde nach Präsident Adolfo López Mateos, der in dieser Stadt geboren wurde, umbenannt. Die Stadt ist jedoch immer noch allgemein als Atizapán bekannt. Sie hatte 489.160 Einwohner nach der Volkszählung von 2010. Für 2019 wurde die Einwohnerzahl auf 560.500 geschätzt. Es ist damit die sechstgrößte Stadt des Bundesstaates.
Da dies die Heimatstadt des ehemaligen mexikanischen Präsidenten Adolfo López Mateos war, wurde in der Innenstadt ein Mausoleum für seine sterblichen Überreste errichtet.

## Geografie
Drei Flüsse durchqueren Atizapán: der Fluss Tlalnepatla, der Fluss San Javier und der Fluss Moritas, die sich alle nördlich der Gemeinde befinden.
In Atizapán, nahe der Grenze zu Naucalpan, befindet sich der Madin-Damm, der den nordwestlichen Teil des Großraums Mexiko-Stadt mit Wasser versorgt.
Verschiedene Flüsse fließen über Atizapán, darunter "La Bolsa", "La Herradura", "El Tecojote" und "El Xhinte".
An der Westseite der Stadt befindet sich das Viertel Zona Esmeralda, das als eines der reichsten im Bundesstaat Mexiko und im Großraum Mexiko-Stadt gilt.

## Infrastruktur
Obwohl keine der Hauptverkehrsstraßen im Großraum Mexiko-Stadt über Stationen in Atizapán verfügt, kreuzen viele Buslinien Atizapán und verkehren hauptsächlich in den nördlichen, mittleren und südwestlichen Teil Mexikos.
Zu Beginn des 20. Jahrhunderts endete in Atizapán eine Eisenbahnlinie mit dem Namen "Montealto".
Im nördlichen Teil von Atizapán befindet sich ein Flughafen, der nur eine minimale Nutzung hat, da keine Fluggesellschaften ansässig sind.
Außerdem führt eine Autobahn über Atizapán und dient dazu sie mit der Hauptstadt des Bundesstaates Mexiko Toluca de Lerdo, den Stadtteilen Interlomas, Santa Fe und Herradura sowie mit der Autobahn Mexiko-Querétaro zu verbinden.

## Söhne und Töchter der Stadt
- Adolfo López Mateos (1910–1969), Politiker